# SV Schalding-Heining
Der SV Schalding-Heining ist ein Sportverein aus der niederbayerischen Stadt Passau. Neben der erfolgreichen Fußballabteilung, die in der Regionalliga Bayern spielte, werden in dem Verein die Sportarten Ski, Stockschießen, Tanzen, Nordic Walking, Callanetics und Triathlon angeboten. Der Verein hat ca. 1500 Mitglieder.

## Geschichte

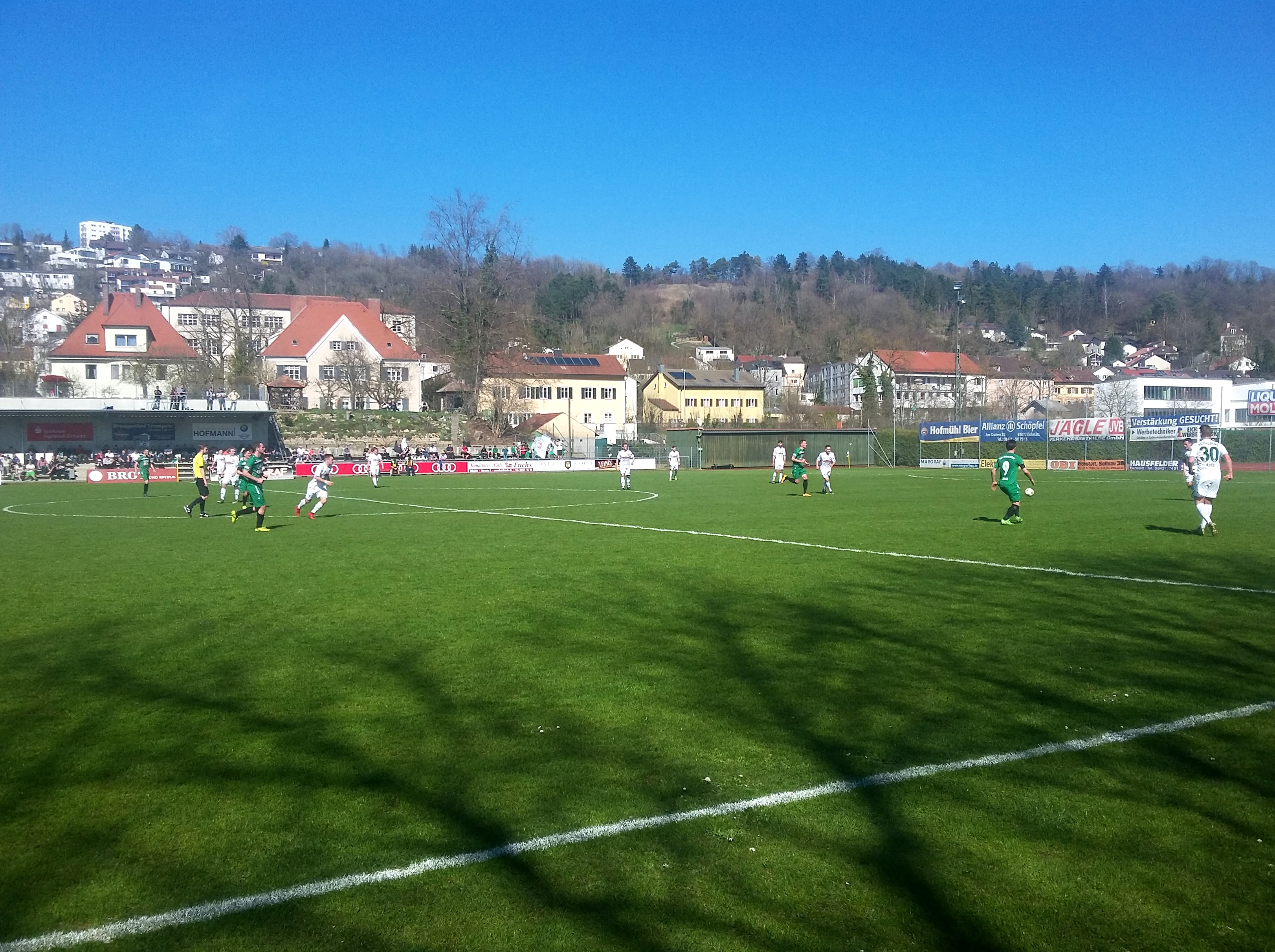
Spielszene aus dem Auswärtsspiel in der Regionalliga Bayern gegen den VfB Eichstätt im Jahr 2018

Gegründet wurde der Verein am 22. Mai 1946 im damaligen Passauer Vorort Schalding rechts der Donau als reiner Fußballverein. Unmittelbarer Anlass zur Vereinsgründung war ein Fußballspiel, das drei Tage zuvor zwischen Schalding und dem Nachbarort Heining ausgetragen wurde (Endstand: 0:0). Unter den etwa 50 Sportfreunden, die sich zur Gründungsversammlung eingefunden hatten, waren zahlreiche ehemalige Spieler des FC Rittsteig, der während des Zweiten Weltkrieges aufgelöst worden war. Versammlungsleiter war Hermann Müller, später auch Vorstand im Verein.
Eigentlich war man sich über alles Wesentliche einig, nur nicht über den Vereinsnamen. Im Oktober 1946 war es dann soweit. Der Verein mit bereits 134 Mitgliedern nannte sich "SV Schalding". In der Vorstandszeit Dr. von Tüllenburg (1951–1956) erfolgte die Umbenennung in den heutigen Vereinsnamen "SV Schalding-Heining".
In den ersten Jahren nach Vereinsgründung stellte sich schnell sportlicher Erfolg ein. Gleich 1947 wurde der Verein Meister der C-Klasse, drei Jahre später gelang der Aufstieg in die A-Klasse. Danach stagnierte die Entwicklung. Mehr als 30 Jahre pendelte der Verein zwischen C- und B-Klasse. Mitte der 1980er Jahre begann dann ein kontinuierlicher Aufstieg, der den Verein zwischen 1983 und 1999 von der untersten Spielklasse bis in die zweithöchste bayerische Amateurliga trug. In der Saison 2006/07 wurde der SV Schalding-Heining Vizemeister der Landesliga Mitte, verfehlte dann aber in den Relegationsspielen den Sprung in die Bayernliga.
Der sportlich bislang größte Erfolg gelang dem Verein in der Saison 1997/98 mit dem Gewinn des neu geschaffenen Bayerischen Toto-Pokals. Damit qualifizierte er sich für die 1. Hauptrunde um den DFB-Pokal 1998/99, wo er dem damaligen Zweitligisten SpVgg Unterhaching mit 0:1 unterlag. 2001 erfolgt der Umzug auf die Städtischen Sportanlage am Reuthinger Weg.
Am 15. Mai 2009 gelang es dem Verein, sich zwei Spieltage vor Schluss den Meistertitel der Landesliga Mitte und damit vorzeitig den direkten Aufstieg in die Bayernliga zu sichern.
In der Saison 2009/10 belegte man im ersten Jahr der Bayernliga als Aufsteiger einen guten 13. Platz, musste jedoch in der folgenden Saison als 17. wieder in die Landesliga Mitte absteigen. In der Saison 2011/12 schaffte man durch einen zweiten Platz in der Landesliga erneut den Sprung in die Bayernliga und qualifizierte sich sogar für die Relegation zur neu gegründeten Regionalliga Bayern, in der man allerdings am 1. FC Schweinfurt 05 scheiterte und somit 2012/13 fünftklassig spielte.
Nach einem 2:0-Auswärtssieg beim VfB Eichstätt gelang bereits Ende April 2013 am 34. Spieltag der Saison 2012/13 der vorzeitige Aufstieg in die Regionalliga Bayern zur Saison 2013/14 und erreichte zum Saisonende den ersten Platz der Bayernliga.
Im Zuge des Aufstiegs wurden Teile der Sportanlage am Reuthinger Weg an die Anforderungen der Regionalliga angepasst. Unter anderem wurde die Haupttribüne verlängert, ein separater Gästeblock angelegt und fehlende Fangzäune installiert. Diese Umbauarbeiten waren pünktlich zum Saisonstart abgeschlossen.
Mit 2500 Zuschauern erstmals ausverkauft war das Stadion am 26. Juli 2013 im Spiel des SV Schalding-Heining gegen die U23 des FC Bayern München. Die Gäste siegten hierbei souverän mit 5:0. Am 30. April 2014 bezwang man den Drittligisten Wacker Burghausen im Halbfinale des Bayerischen Toto-Pokals vor über 1000 Zuschauern mit 1:0 und hatte somit zum zweiten Mal in der Vereinsgeschichte die Möglichkeit, in den DFB-Pokal einzuziehen. Allerdings verlor man das Finale am 14. Mai 2014 vor 2.100 Zuschauern mit 4:6 nach Elfmeterschießen gegen die Würzburger Kickers. Nach einem 4:3-Auswärtssieg beim SV Viktoria Aschaffenburg schloss man die Saison auf einem guten zwölften Platz ab und spielte auch in der Saison 2014/15 in der Regionalliga Bayern.
Diese verlief für den SV Schalding erneut äußerst erfolgreich. Zwischenzeitlich blieb man neun Spiele in Folge ohne Niederlage und stand lange Zeit auf einem einstelligen Tabellenplatz. Nach einer abschließenden Niederlagenserie erreichte man mit 40 Punkten auch in der zweiten Saison in der Regionalliga Bayern den zwölften Tabellenplatz. Der Verein konnte sich in der Regionalliga Bayern konsolidieren. In der Spielzeit 2015/2016 wurde der 13. Platz, in der Spielzeit 2016/2017 der 14. Platz, in der Spielzeit 2017/2018 der 11. Platz und in der Spielzeit 2018/2019 wurde der 12. Platz erreicht. In der "Corona-Saison" 2019/2021 gelang dem SV Schalding-Heining mit dem 10. Tabellenplatz die bisher beste Platzierung. Obwohl die Hinrunde der Saison 21/22 gut gelaufen war (unter anderem Siege gegen die zweite Mannschaft des FC Bayern München und die SpVgg Unterhaching), verlief die Rückrunde sportlich unbefriedigend. Am 10. Mai 2022 stand der Abstieg in die Bayernliga nach der Saison 2021/22 fest.
Mit einem 4:1-Sieg gegen den TSV 1860 Rosenheim machte der SVS den direkten Wiederaufstieg perfekt und spielte in der Saison 2023/2024 wieder in der Regionalliga Bayern.
In der Saison 23/24 spielte man fortlaufend im unteren Tabellendrittel, am letzten Spieltag verlor der SVS gegen die zweite Mannschaft des 1. FC Nürnberg mit 4:0. Dadurch, dass gleichzeitig der FC Eintracht Bamberg sein Heimspiel gegen die zweite Mannschaft des FC Bayern München mit 2:1 gewann und auch der TSV Buchbach seine Partie gegen den TSV Aubstadt mit 5:2 gewinnen konnte, rutschte man auf Grund der schlechteren Tordifferenz noch auf einen direkten Abstiegsplatz. Somit spielte der SV Schalding-Heining nach nur einer Saison in der Regionalliga wieder in der Bayernliga.
Nach einem vielversprechenden Start in die Saison 2024/25 überwinterte der SVS in aussichtsreicher Position mit realistischen Chancen auf den direkten Wiederaufstieg. Doch in der Rückrunde konnte die Mannschaft nur sechs Punkte aus zwölf Spielen holen. Am Ende beendete Schalding die Saison auf dem neunten Tabellenplatz und tritt somit auch in der Spielzeit 2025/26 in der Bayernliga an.
Neben der ersten Herrenmannschaft hat der SV Schalding-Heining auch eine zweite Mannschaft, die bis zur Saison 2023/24 in der Bezirksliga Ost spielte. Nach dem Abstieg trat sie in der Saison 2024/25 in der Kreisliga an und schaffte dort als Meister den direkten Wiederaufstieg in die Bezirksliga. Daneben besteht eine dritte Mannschaft, die als Spielgemeinschaft (SG) mit der SpVgg Hacklberg in der A Klasse Passau spielt. Im Jugendbereich spielen die meisten Mannschaften höherklassig. Eine Damenmannschaft spielt als SG mit der DJK SV Kirchberg v. W. und dem FC Otterskirchen.

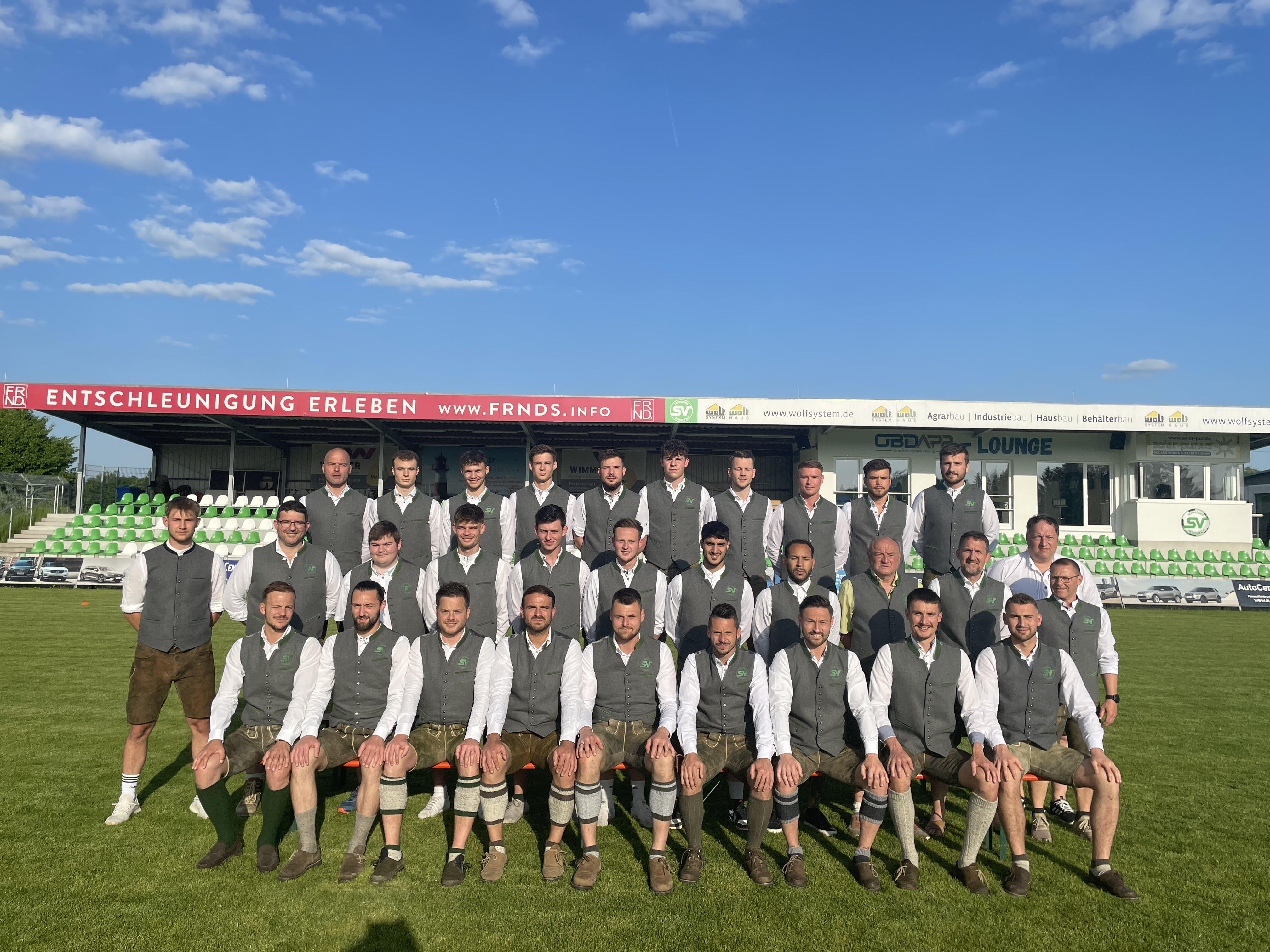
Bayernliga Meister 2022/2023 vor der Haupttribüne

## Erfolge (Fußball)
- Bayerischer Toto-Pokal-Sieger 1998
- DFB-Pokalteilnehmer 1999
- Aufstieg in die Regionalliga Bayern (4. Liga) 2013, 2023
- Meister der Bayernliga Süd 2012, 2023
- Aufstieg in die Bayernliga 2009, 2012
- Meister der Landesliga Mitte 2009
- Vizemeister Landesliga Mitte 2007, 2012
- Aufstieg in die Landesliga Bayern 1995
- Niederbayerischer Meister (Bezirksoberliga) 1995, 1999

## Kader 2024/25
Stand: 21. Januar 2025
| Nr.         | Nat.                | Spieler            | Geburtstag    | Vertrag seit | letzter Verein             |
| ----------- | ------------------- | ------------------ | ------------- | ------------ | -------------------------- |
| Tor         |                     |                    |               |              |                            |
| 01          | Deutschland         | Marius Herzig      | 17. Dez. 1999 | 01.07.2024   | FC Sevilla                 |
| 023         | Deutschland         | Philipp Röckl      | 21. Jan. 2005 | 01.07.2023   | eigene Jugend              |
| 035         | Deutschland         | Leon Westner       | 19. Aug. 2000 | 01.07.2023   | TSV Waldkirchen            |
| 0-          | Deutschland         | Paul Scheungrab    | 31. Jan. 2001 | 01.09.2024   | SpVgg Osterhofen           |
| Abwehr      |                     |                    |               |              |                            |
| 03          | Deutschland         | Moritz Bauernfeind | 12. Apr. 2005 | 01.07.2022   | eigene Jugend              |
| 05          | Deutschland         | Christoph Szili    | 19. März 2001 | 01.07.2023   | SpVgg Grün-Weiß Deggendorf |
| 024         | Deutschland         | Dominik Weiß       | 17. Apr. 1995 | 01.01.2022   | Türkspor Augsburg          |
| 026         | Deutschland         | Markus Tschugg     | 26. Juli 1998 | 01.07.2022   | SpVgg Osterhofen           |
| 031         | Deutschland         | Daniel Zillner     | 17. Jan. 2001 | 01.07.2020   | eigene Jugend              |
| 039         | Deutschland Polen   | Patrick Choroba    | 11. Juni 1996 | 01.07.2024   | SV Rödinghausen            |
| 0-          | Deutschland         | Manuel Mörtlbauer  | 23. Aug. 1992 | 01.07.2024   | FC Handlab-Iggensbach      |
| Mittelfeld  |                     |                    |               |              |                            |
| 04          | Deutschland         | Noel Tanzer        | 10. Sep. 2003 | 01.07.2024   | FC Sturm Hauzenberg        |
| 06          | Deutschland         | Laban Saeed        | 21. März 2003 | 01.07.2022   | eigene Jugend              |
| 07          | Deutschland         | Maximilian Moser   | 14. Apr. 2003 | 01.07.2022   | eigene Jugend              |
| 08          | Deutschland         | Johannes Stingl    | 27. Jan. 1997 | 01.07.2022   | SpVgg Osterhofen           |
| 010         | Deutschland         | Christian Brückl   | 14. Okt. 1990 | 01.07.2019   | FC Vilshofen               |
| 017         | Deutschland         | Quirin Stiglbauer  | 14. Dez. 2002 | 01.07.2023   | DJK Vilzing                |
| 020         | Deutschland         | David Vogl         | 24. Apr. 2002 | 01.01.2024   | SpVgg Hankofen-Hailing     |
| 024         | Deutschland         | Walter Kirschner   | 22. Okt. 1992 | 01.07.2021   | SV Donaustauf              |
| 029         | Deutschland         | Bastian Schmid     | 1. Aug. 2003  | 01.07.2024   | FC Sturm Hauzenberg        |
| 0-          | Deutschland         | Manuel Mikolaiczyk | 20. Aug. 2000 | 01.07.2021   | eigene Jugend              |
| Angriff     |                     |                    |               |              |                            |
| 09          | Deutschland         | Patrick Drofa      | 28. Apr. 1991 | 01.07.2022   | SpVgg Osterhofen           |
| 011         | Deutschland         | Fabian Schnabel    | 18. Dez. 1993 | 01.07.2019   | FSV Zwickau                |
| 019         | Deutschland         | Jonas Griesbauer   | 8. Apr. 2004  | 01.07.2024   | SSV Jahn Regensburg        |
| 022         | Deutschland         | Martin Kauschinger | 26. Mai 2002  | 01.07.2024   | DJK Vilzing                |
| 027         | Deutschland Italien | Martin Prenaj      | 26. Juni 2006 | 01.07.2018   | eigene Jugend              |
| 032         | Deutschland         | Markus Gallmeier   | 6. Nov. 1992  | 08.08.2013   | SpVgg Grün-Weiß Deggendorf |
| 0-          | Deutschland         | Sebastian Sommer   | 14. Apr. 2004 | 01.07.2019   | eigene Jugend              |
| 028         | Deutschland         | Erkam Hoxha        |               | 01.01.2025   | SV Wacker Burghausen       |
| Trainerteam |                     |                    |               |              |                            |
| Trainer     | Deutschland         | Stefan Köck        | 16. Jan. 1985 | 01.01.2013   | SpVgg Grün-Weiß Deggendorf |
| Co-Trainer  | Deutschland         | Josef Holler       | 11. Juni 1977 | 01.07.2022   | SpVgg Osterhofen           |